# Качкаров Сергій Григорович
Сергі́й Григо́рович Качка́ров (нар. 16 вересня 1948 — пом. 7 серпня 2011) — радянський та український футбольний тренер.

## Кар'єра тренера
1987 року допомагав тренувати київський СКА, а з 1990 по 1991 рік очолював «армійців». У 1992 році входив до тренерського штабу ЦСКА. Потім очолював жіночу збірну України. Також тренував жіночий футбольний клуб «Арена-Господар» (Фастів) та донецьку «Донеччанку», з якою в 1996 році виграв чемпіонат та кубок України. У 1999 році знову очолив жіночу збірну України. У 2009 році тренував аматорський клуб «Моноліт» (Чорноморськ). Потім працював делегатом Федерації футболу України на футбольних матчах.
Трагічно загинув на початку серпня 2011 року.

## Досягнення
Тренерські здобутки
- Переможець вищої ліги чемпіонату України серед жінок (2): 1993, 1996
- Володар Кубка України серед жінок (2): 1993, 1996